# حميدة ابو عشر
شاعر وناشط سياسي سوداني، هو أول شعراء المدرسة اللحنية الوترية في السودان التي برزت في بداية اربعينيات القرن الماضي.

## الميلاد والنشأة
ولد حميدة أبو عشر بمدينة (أبو عشر) في مطلع عشرينيات القرن العشرين، حيث نشأ وترعرع هناك، ثم دخل المدرسة الإنجليزية بالخرطوم ولكنه لم يستمر فيها طويلاً بسبب نشاطه السياسي ضد الحكم الإنجليزي، الذي لم يتقبله المعلمون هناك، بعدها واصل بقية تعليمه بمعهد امدرمان العلمي، ثم سافر إلى مدينة ود مدني ليتم تعيينه بوزارة الاشغال حيث كان نجاراً ماهراً في تصميم معدات إجلاس الطلاب والمكاتب فتمّ تحويله إلى مدرسة حنتوب الثانوية عام 1943ميلادية.

## حياته
عمل نجارا في مدرسة حنتوب الثانوية في الفترة من عام 1943 وحتى 1947ميلادية. وعند افتتاح مدرسة الحصاحيصا الثانوية القديمة كانت هناك حوجة إلى حرفيين لتجهيز الكراسي والأدراج للتلاميذ الجدد فتم نقل “حميدة” إلى مدرسة الحصاحيصا الثانوية، فكتب مودعا مدرسة حنتوب الثانوية قصيدته «وداعا روضتي الغناء» التي غناها الفنان “إبراهيم الكاشف”، وأصبحت من الأغنيات السودانية ذات الشهرة الواسعة. وحسب المؤرخين أغنيته «الحجل بالرجل» كتبها الشاعر حميدة أبو عشر اثناء أعتقاله من قبل قوات الحكم البريطاني، حيث أعتقل بسبب نشاطه السياسيضمن عدد من قيادات النقابات وقرر الأنجليز نقله من سجن كوبر إلى سجن الأبيض، عبر القطار رافقه في هذه الرحلة الشاويش “أحمد جبران” وهو مقيد بـ (الكلبشات)، وفي طريقهم إلى الأبيض طلب من الشاويش ان يعطيه ورقة وقلماً فكتب ف قصيدته المشهورة (الحجل بالرجل)التي قام بغنائئها فيما بعد الفنان“حسن عطية” حيث صور حميدة من خلالها حاله. وفي طريق القطار كانت قواعد النقابات تتجمهر لتحية حميدة وهم محملين بالهدايا، الأمر الذي أثار تساؤل الشاويش، فلم يكن يعرف حميدة، ولما سأله وعرف بأنه من ضمن من نفذوا إضراب 1952 قام قام بفك قيوده، ونمت بينهما علاقة صداقة وتطورت إلى زواج حميدتي من ابنة أخ الشاويش وكان إسمها “سعدية محمد جبران”، وأنجب منها ولد وبنتين، أسمائهم: «الأمين»، «ابتسام»، «هدى»).
عاش بقية حياته في مدينة الأبيض وأمتهن الخياطة.
أغنيته «غضبك جميل ذي بسمتك» مثلت نقلة في الغناء السوداني، حيث يعتبر أول شعراء المدرسة اللحنية الوترية التي احدثت تطورا في الموسيقى السودانية وقام بتلحينها وغنائها «عبد الحميد يوسف» وحسب المؤرخين عندما سُجّلت هذه الاغنية وتمّ بثها، قال عنها الفنان محمد عبد الوهاب في الصحافة المصرية: (وهانحن الآن نشهد طفرة وانقلاباً موسيقياً بالسودان).

## من أغانيه
- وداعا روضتي الغناء
- الحجل بالرجل
- غضبك جميل ذي بسمتك
- رمز الضياء
- ظلموني الآحبة
- محبوبي لاقاني

## وفاته
توفي حميدة أبو عشر بمدينة الأبيض في العام1955ميلادية.